# Аничков, Милий Милиевич
Ми́лий Ми́лиевич Ани́чков (1848—1918) — генерал-лейтенант, заведующий Царскосельскими дворцами (1882—1883), заведующий Императорским Гатчинским дворцом и комендант г. Гатчина (1884—1891), заведующий хозяйством гофмаршальской части (1891 — после 10.07.1916).

## Биография
Родился 20 января (1 февраля) 1848 года. Сын чиновника Провиантского департамента Милия Адриановича Аничкова, брат Н. М. Аничкова. Окончил 1-ю Санкт-Петербургскую военную гимназию и 23 августа 1865 года вступил в службу. Затем окончил 1-е военное Павловское училище, из которого был выпущен в лейб-гвардии Финляндский полк; подпоручик (ст. 17.07.1867), прапорщик (ст. 12.09.1868), подпоручик (ст. 16.04.1872), поручик (ст. 08.04.1873), штабс-капитан (ст. 30.08.1877); в 1874 году получил орден Св. Станислава 3-й степени и австрийский орден Франца Иосифа (рыцарский крест).
Участвовал в русско-турецкой войне 1877—1878 гг, был награждён орденами Св. Анны 3-й ст. с мечами и бантом и Св. Станислава 2-й ст. с мечами.
Был произведён в капитаны с переименованием в подполковники (ст. 30.08.1881). С 13 июля 1882 года был назначен заведующим Царскосельскими дворцами; с 26 июня 1883 года стал помощником управляющего Главным дворцовым управлением; с 27 сентября 1884 года — заведующий Императорским Гатчинским дворцом и комендант г. Гатчина. В 1883 году получил орден Св. Анны 2-й степени, затем — орден Св. Владимира 4-й (1886) и 3-й (1889) степеней; с 24 апреля 1888 года, за отличие — полковник.
С 15 июня 1891 года был заведующим хозяйством Гофмаршальской части. С 24.04.1898 — генерал-майор, с 02.04.1906 — генерал-лейтенант; состоял по армейской, затем гвардейской пехоте. Был награждён орденами: Св. Станислава 1-й ст. (1899), Св. Анны 1-й ст. (1902), Св. Владимира 2-й ст. (1908), Белого орла (1913); а также рядом иностранных орденов (к 1903 году их было — 26): командорские знаки сиамского ордена Короны (1892), командорский крест 1-й ст. датского ордена Данеброга (1892), командорский крест 2-го класса шведского ордена Меча (1892), сербский орден Такова 2-й ст. (1892), турецкий орден Меджидие 2-й ст. (1893), бухарский орден Восходящей звезды 1-й ст. (1893), черногорский орден князя Даниила I 2-й ст. (1894), большой командорский крест греческого ордена Спасителя (1894), командорский крест мекленбург-шверинского ордена Вендской короны (1895), командорский крест гессен-дармштадтского ордена Филиппа Великодушного (1895), командорский крест люксембургского ордена Дубового венка (1895), китайский орден Двойного дракона 2-й ст. 3-го кл. (1896), черногорский орден князя Даниила I 1-й ст. (1896), большой крест мекленбург-шверинского ордена «Greifen» (1896), болгарский орден Св. Александра 2-й ст. (1896), большой офицерский крест румынского ордена Короны (1896), командорский крест австрийского ордена Франца-Иосифа (1896), командорский крест 2-го кл. виртембергского ордена Фридриха (1896), командорский крест французского ордена Почетного легиона (1898), прусский орден Красного Орла 2-й ст. (1898), сиамский орден Белого слона 2-й ст. (1898), японский орден Священного сокровища 2-й ст. (1898), бухарский орден Золотой звезды с алмазами (1898), турецкий орден Меджидие 1-й ст. (1899), командорский крест саксонского ордена Эрнестинского дома (1901).
Во время Первой мировой войны получил Высочайшую благодарность (ВП 06.05.1915; за особые труды по обстоятельствам, вызванным войною и по обслуживанию поездок Его Имп. Велич. с начала войны), (ВП 06.12.1916; за особые труды по обстоятельствам, вызванным войной).
Умер в Петрограде 10 апреля 1918 года, погребен 12 апреля на кладбище Александро-Невской лавры.